# Alice Brill

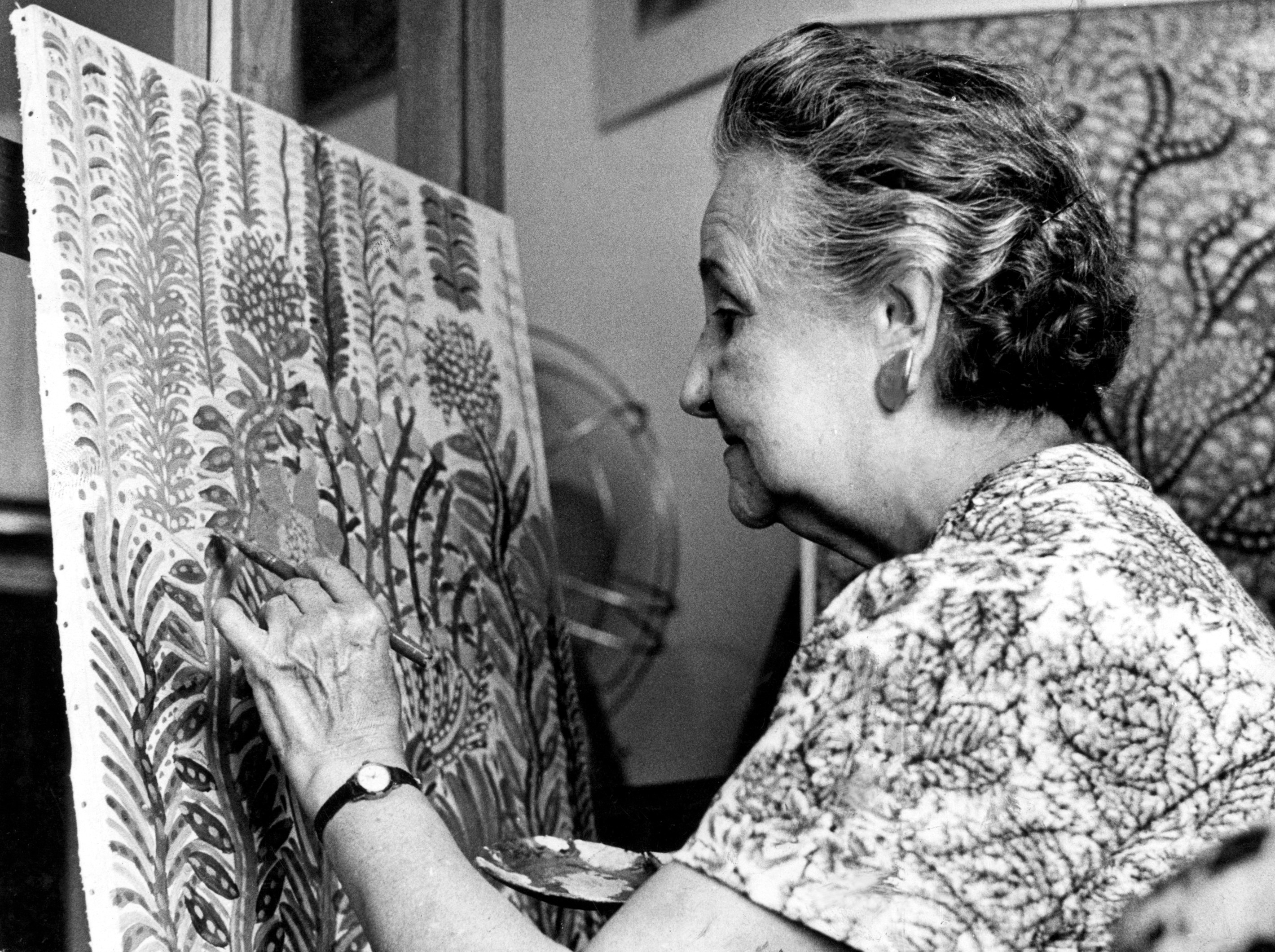
Alice Brill (1965)

Alice Brill-Czapski (* 13. Dezember 1920 in Köln; † 29. Juni 2013 in Itu, São Paulo) war eine jüdische, deutsch-brasilianische Fotografin, Malerin und Autorin.

## Leben

### Jugend und Flucht nach Brasilien
Alice Brill wurde am 13. Dezember 1920 in Köln als Kind von Marte und Erich Brill geboren. Ihre Eltern ließen sich kurz nach der Geburt wieder scheiden und sie wuchs bei ihrer Mutter in Hamburg auf; sie hatte aber stets Kontakt zu ihrem Vater.
Mit 13 Jahren begann für Brill das Leben im Exil, weil sie und ihre Familie von den Nationalsozialisten als Juden verfolgt wurden. Gemeinsam mit ihrer Mutter ging sie zuerst nach Mallorca und später nach Italien. Anschließend, im März 1934, verbrachte Alice Brill noch einige Zeit mit ihrem Vater in Amsterdam, während ihre Mutter bereits nach São Paulo (Brasilien) gezogen war. Im August 1934 folgten Alice und ihr Vater der Mutter, verbrachten jedoch zunächst noch gemeinsam Zeit in Rio de Janeiro, unter anderem auf der vor Rio gelegenen Insel Paquetá.

### Fotografin und Malerin
In São Paulo ging Brill nur kurze Zeit zur Schule. Da ein Studium aus finanziellen Gründen nicht möglich war, begann sie 1936 in der Buch- und Kunsthandlung Guatarapá zu arbeiten. Durch ihre Arbeit in der Buchhandlung kam Brill in Kontakt mit der intellektuellen Künstlerszene São Paulos. Über einen Kontakt ihres Vaters lernte Brill den Maler Paulo Rossi Osir kennen, der sie mit der Künstlergruppe Santa Helena um Francisco Rebolo, Mário Zanini, Humberto Rosa et al., bekannt machte. Brill begann selbst mit Malerei und Fotrafie und nahm ein Studium bei Yolanda Mohalyi auf. Dank eines Stipendiums der Hillel Foundation absolvierte sie 1946–1948 ein Studium an der University of New Mexico und der Art Students League of New York, wo sie sich mit Fotografie, Malerei, Bildhauerei, Druckgrafik, Kunstgeschichte, Philosophie und Literatur beschäftigte.
Nach ihrer Rückkehr nach Brasilien begann Brill für die Zeitschrift Habitat der Architektin Lina Bo Bardi zu arbeiten und dokumentierte fotografisch Architektur und Kunst São Paulos, unter anderem Exponate der Museen MASP und MAC-USP. 1948 begleitete sie eine Delegation brasilianischer Bundesabgeordneter, darunter der spätere Präsident Café Filho, auf die Insel Bananal in Mato Grosso, wo sie unter anderem die dort lebenden Karajá fotografierte. Darüber hinaus fotrafierte Brill die aufstrebende und sich modernisierende Metropole São Paulo und das Alltagsleben ihrer Einwohner in den 1950er Jahren.
Neben ihrer Arbeit als Fotografin malte Brill weiterhin und stellte ihre Werke in Kollektivausstellungen aus, sie nahm an der ersten und neunten Biennale von São Paulo mit eigenen Werken teil. Abseits von Fotografie und Malerei studierte Brill bis 1976 Philosophie an der Katholischen Universität (PUC-USP); 1982 machte sie ihren Magistergrad in Ästhetik an der Universität von São Paulo und 1994 folgte ihre Dissertation an der Kunsthochschule (Escola de Communicações e Artes).
Brill stellte erfolgreich ihre Gemälde und Fotografien aus und gab ihre gesammelten Fotos in Büchern heraus. 2005 erwarb das Instituto Moreira Salles Brills Archiv mit über 14.000 Negativen und organisierte erstmals eine Gesamtschau Brills fotografischer Arbeit unter dem Namen „O Mundo de Alice Brill“ (Die Welt der Alice Brill).

### Privat
Alice Brill heiratete in den 1950er Jahren den jüdischen, polnischen Emigranten Juljan Czapski. An Alzheimer erkrankt, verstarb Brill am 29. Juni 2013 in Itu, im Inland des Bundesstaates São Paulo.

## Schriften
- Da arte e da linguagem. São Paulo : Perspectiva, 1988
- Memories from 1933-1945. manuscript, São Paulo, 1991. private collection[4]